# Call Me by Your Name (romance)
Call Me by Your Name (no Brasil, Me Chame pelo Seu Nome) é um romance estadunidense de 2007 escrito por André Aciman e distribuído pela Farrar, Straus and Giroux, que segue um caso de amor entre um jovem judeu ítalo-americano de 17 anos e um estudante judeu americano de 24 anos de idade. Ambientado na Riviera Italiana da década de 1980, a narrativa perpassa vinte anos da história de Elio Perlman e Oliver.
Reconhecido por Stacey D'Erasmo, do The New York Times, descreveu o romance como "um livro excepcionalmente bonito", e Charles Kaiser, do The Washington Post, ressaltou que "todas as vítimas de um amor obsessivo reconheceria as nuances de Aciman". As inúmeras críticas positivas a Call Me by Your Name o conduziu à vitória do Lambda Literary Award, maior premiação de ficção LGBT. Em 2017, uma adaptação cinematográfica homônima dirigida por Luca Guadagnino e protagonizada por Armie Hammer e Timothée Chalamet foi lançada nos Estados Unidos, sendo um sucesso de crítica no mundo todo o filme concorreu a quatro categorias no prêmio Óscar, levando a estatueta de melhor roteiro adaptado.
Em 2019 foi anunciado no Instagram pessoal do escritor a continuação do livro, intitulado Find Me, novamente acompanhando Elio, Oliver e Sr. Perlman (agora divorciado de Anela) e como a vida dos três foi marcada para sempre por aquele inesquecível verão.